# 五井駅東ショッピングセンター
五井駅東ショッピングセンター（ごいえきひがしショッピングセンター）は、千葉県市原市更級にある商業施設。

## 概要
市原市北西部の五井地区に位置する。
五井駅前東土地区画整理事業によって開発されたアリオ市原、カインズ市原、アクロスプラザ市原更級等と並ぶ更級地区周辺の商業施設群の一角にあり、核店舗をケーズデンキ市原五井店として、TSUTAYA市原五井店及び精文館書店市原五井店が入居する大規模小売店舗である。複数地番に跨って設置されており、ケーズデンキが入居する建物と、TSUTAYAと精文館書店が入居する建物、駐車場の地番は異なっている。
経済産業省大規模小売店舗立地届出一覧によると、建物設置者がカインズとなっているが、カインズ市原は五井駅東ショッピングセンターから南側のアリオ市原を挟んだ土地に立地している別の大規模小売店舗にある。

## 沿革
- 2011年（平成23年）
  - 7月2日 - 竣工[3]。
  - 7月14日 - ケーズデンキ市原五井店開店[4]。
  - 8月12日 - TSUTAYA市原五井店・精文館書店市原五井店開店[5]。

## 施設
- 延床面積：8,454m2（うちTSUTAYA・精文館書店は2,252.50m2）[3][6]

### 敷地内店舗
五井駅東ショッピングセンターの敷地内にある店舗は以下の通りである。
| 名称                     | 地番             |       |
| ------------------------ | ---------------- | ----- |
| ケーズデンキ市原五井店   | 更級4丁目1番地1  | [ 4 ] |
| TSUTAYA市原五井店        | 更級4丁目1番地24 | [ 5 ] |
| 精文館書店市原五井店     | 更級4丁目1番地24 | [ 5 ] |
| スターバックス市原五井店 | 更級4丁目1番地32 | [ 7 ] |

## アクセス
鉄道
- 五井駅から徒歩15分

バス
- 小湊鐵道バス「保健センター・YOUホール前」若しくは「アリオ市原」で降車、徒歩5分。